# Orhangazi, İskenderun
Orhangazi là một xã thuộc huyện İskenderun, tỉnh Hatay, Thổ Nhĩ Kỳ. Dân số thời điểm năm 2011 là 718 người.